# Monarca del paradís ventre-rogenc
La monarca del paradís ventre-rogenc (Terpsiphone rufiventer) és un ocell de la família dels monàrquids (Monarchidae).

## Hàbitat i distribució
Habita els boscos del Senegal, Gàmbia, Guinea Bissau i sud de Mali, Guinea, Burkina Faso, Sierra Leone, Libèria, Costa d'Ivori, Ghana, Togo, Benín, Nigèria i sud del Camerun, l'illa de Bioko, Guinea Equatorial, el Gabon, República del Congo i sud de la República Centreafricana, nord i nord-est de la República Democràtica del Congo, Uganda, oest de Kenya, extrem nord-oest de Tanzània, cap al sud al sud-oest i centre de la República Democràtica del Congo, Zàmbia i Angola.

## Taxonomia
El monarca del paradís d'Annobón (Terpsiphone smithii) era considerat una subespècie. Ara és considerat una espècie de ple dret arran estudis recents.